# Atletismo nos Jogos Pan-Americanos de 2015 - 5000 m masculino
A competição dos 5000 m rasos masculino foi um dos eventos do atletismo nos Jogos Pan-Americanos de 2015, em Toronto. Foi disputada no Estádio CIBC de Atletismo Pan e Parapan-Americano no dia  25 de julho.

## Calendário
Horário local (UTC-4).
| Data        | Horário | Fase  |
| ----------- | ------- | ----- |
| 25 de julho | 20:50   | Final |

## Medalhistas
| Ouro   | MEX Juan Luis Barrios |
| Prata  | USA David Torrence    |
| Bronze | CHI Víctor Aravena    |

## Recordes
Recordes mundial e pan-americano antes da disputa dos Jogos Pan-Americanos de 2015.
| Tipo                             | Atleta          | Tempo    | Local          | Data                |
| -------------------------------- | --------------- | -------- | -------------- | ------------------- |
|                                  | Kenenisa Bekele | 12:37.35 | Hengelo        | 31 de maio de 2004  |
| Recorde dos Jogos Pan-Americanos | Ed Moran        | 13:25.60 | Rio de Janeiro | 23 de julho de 2007 |

## Resultados

### Final
| Colocação         | Atleta                 | Nacionalidade      | Tempo    | Notas           |
| ----------------- | ---------------------- | ------------------ | -------- | --------------- |
| Medalha de ouro   | Juan Luis Barrios      | MEX México         | 13:46.47 |                 |
| Medalha de prata  | David Torrence         | USA Estados Unidos | 13:46.60 |                 |
| Medalha de bronze | Víctor Aravena         | CHI Chile          | 13:46.94 | Recorde pessoal |
| 4                 | Garrett Heath          | USA Estados Unidos | 13:47.17 |                 |
| 5                 | Cameron Levins         | CAN Canadá         | 13:48.03 |                 |
| 6                 | Altobeli da Silva      | BRA Brasil         | 13:49.00 |                 |
| 7                 | José Juan Esparza      | MEX México         | 13:51.50 |                 |
| 8                 | Lucas Bruchet          | CAN Canadá         | 13:56.09 |                 |
| 9                 | Carlos Díaz            | CHI Chile          | 13:59.66 |                 |
| 10                | Bayron Piedra          | ECU Equador        | 14:04.20 |                 |
| 11                | Mario Pacay            | GUA Guatemala      | 14:07.87 |                 |
| 12                | David de Macedo        | BRA Brasil         | 14:08.56 |                 |
| 13                | Joseph Cesar Rosa      | PUR Porto Rico     | 14:29.78 |                 |
| 14                | Jose Mauricio Gonzalez | COL Colômbia       | 16:13.05 |                 |
| 15                | Federico Bruno         | ARG Argentina      | DNF      |                 |
| 15                | James Cesar Rosa       | PUR Porto Rico     | DNS      |                 |

Legenda
| Recorde mundial                  | Recorde mundial (World record)               |                       | Recorde africano                      | Recorde africano (African) |                                           | Q | Classificado por posição (Qualified) |
| Recorde dos Jogos Pan-Americanos | Recorde pan-americano (Pan-American record)  | Recorde da América    | Recorde da América (Americas)         | q                          | Classificado por melhor tempo (Qualified) |   |                                      |
| Melhor marca do ano              | Melhor marca do ano (World leading)          | Recorde asiático      | Recorde asiático (Asian)              | DNS                        | Não largou (Did not start)                |   |                                      |
| Recorde nacional                 | Recorde nacional (National record)           | Recorde europeu       | Recorde europeu (European)            | DNF                        | Não terminou (Did not finish)             |   |                                      |
| Recorde pessoal                  | Recorde pessoal do atleta (Personal best)    | Recorde da Oceania    | Recorde da Oceania (Oceania)          | DSQ / DQ                   | Desclassificado (Disqualified)            |   |                                      |
| Recorde da temporada             | Recorde da temporada do atleta (Season best) | Recorde sul-americano | Recorde sul-americano (South America) | NM                         | Sem marca (No mark)                       |   |                                      |